# Werner Keller (Musiker)

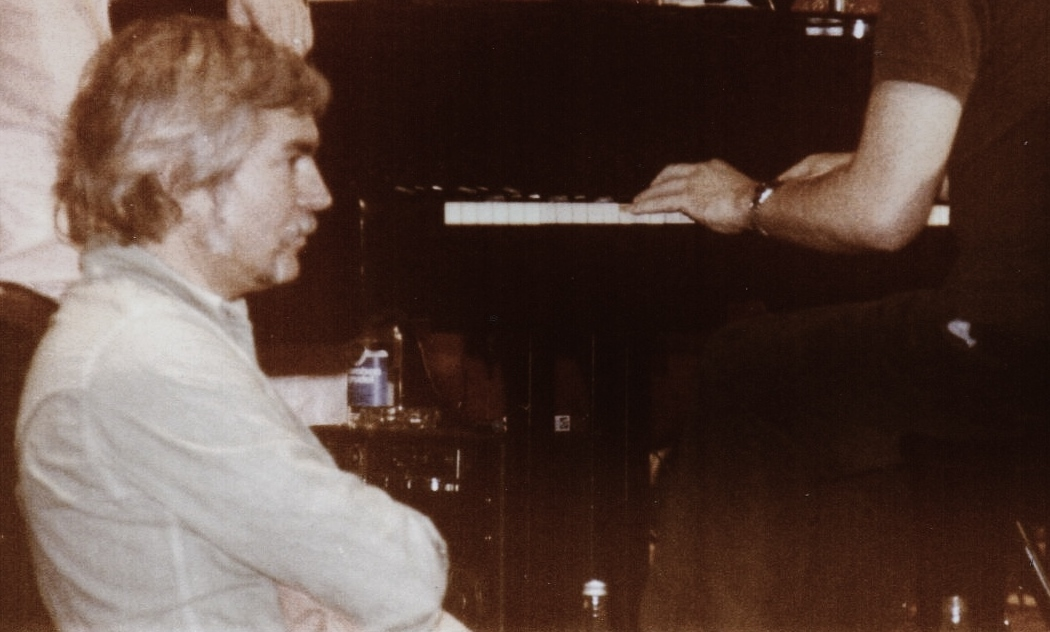
Werner Keller (cl) während eines Solos von Henri Chaix (p) beim Konzert der Tremble Kids im September 1980 in Ludwigsburg

Werner «Wieni» Keller (* 29. Januar 1934 in Zürich; † 28. Dezember 2020 ebenda) war ein Schweizer Klarinettist des Traditional Jazz und Unternehmer.

## Leben
Keller war gelernter Motorradmechaniker und brachte sich mit 14 Jahren das Saxophon-Spiel selbst bei. 1950 gründete er mit Freunden die Tremble Kids in Zürich, bei denen er kurz nach der Gründung für den Klarinettisten einsprang und danach bei diesem Instrument blieb. Keller wurde der Bandleader. Die Band hatte insbesondere ab Mitte der 1950er Jahre grosse Erfolge in Mitteleuropa. 1956 machten sie ihre ersten Schallplattenaufnahmen. 1961 beendete er seine Karriere als professioneller Musiker, 1963 heiratete er und wurde Vater. Er organisierte aber zum Beispiel in der Casabar in Zürich das Jazzprogramm; ab 1971 spielte er auch wieder regelmässig mit den Tremble Kids, die damals einen Schallplattenvertrag von MPS bekamen. Ab 1985 spielte er mit den Buddha’s Gamblers vorwiegend im Swing-Stil.
In den 1960er Jahren gründete er mit seiner Ehefrau, einer Coiffeuse, eine Handelsgesellschaft. Mitte der 1970er Jahre lancierte Keller die Import Parfumerie. Sie ermöglichte in einer rechtlichen Grauzone, Duftwässer in der Schweiz deutlich billiger zu verkaufen als in den üblichen Parfümerien. Damit wurde er reich, er verkaufte das Unternehmen, das in der Zwischenzeit zahlreiche Verkaufsläden in der Schweiz hatte, in den 1990er Jahren.
Keller, der in Zürich lebte, verstarb kurz vor Jahresende 2020 im Alter von 86 Jahren in Zürich.

## Diskographische Hinweise
- Recovered Collector’s Items (TCB 1965–1982, ed. 2011, mit Bud Freeman, Buck Clayton, Wild Bill Davison, Henri Chaix, Sammy Price, Oscar Klein, Isla Eckinger, Charly Antolini)
- K & K Dixielanders New Orleans Function (Pick/Marifon 1974, mit Oscar Klein, Roy Crimmins, Fritz Trippe, Isla Eckinger, Rolf Rebmann)
- Buddha’s Gamblers Blue and Sentimental (Elite Special, 1987, mit Freddy Rhyner, Hans Meier, Buddha Scheidegger, Peter Schmidli, Hans Schläpfer, Carlo Capello)
- Moonglow (2014, mit der Great American Blues Jazz Band)